# Martine Lemonnier
Martine Lemonnier (Halle, 1 november 1954) is een Belgisch bestuurster en politica voor de SP en diens opvolger sp.a.

## Levensloop
In 1982 werd ze aangesteld als algemeen secretaris van de Socialistische Vrouwen (SV) in opvolging van Carla Galle, een functie die ze uitoefende tot 1994. Ze werd in deze hoedanigheid opgevolgd door Vera Claes. Later werd ze nationaal secretaris van de Vlaamse Federatie van Socialistische Gepensioneerden (VFSG), alwaar ze werd opgevolgd door Lieve De Schrijver. Vervolgens bekleedde ze deze functie bij VIVA-SVV tot december 2012.
Daarnaast zetelde ze achttien jaar als provincieraadslid, waarvan verschillende jaren als fractievoorzitter. Bij de gemeenteraadsverkiezingen van 2018 kwam ze op te Halle. Zowel zijzelf als haar echtgenoot Marc Snoeck werden verkozen. Aangezien de Belgische wet verbiedt dat twee levenspartners in een zelfde gemeenteraad zetelen, liet ze zich vervangen door Valerie Hamelrijck.
Ze is ridder in de Leopoldsorde.